# 卡西亚-杜斯科凯鲁斯
卡西亚-杜斯科凯鲁斯是巴西圣保罗州的一个市镇。总面积190.916平方公里，总人口2706人，人口密度14.2人/平方公里。